# Siudi
Siudi (en népalais : सिउडी) est un comité de développement villageois du Népal situé dans le district d'Achham. Au recensement de 2011, il compte 5 032 habitants.